# Рамбаї
Рамбаї — один з 8 мукімів (районів) округи (даера) Тутонг, у центрі Брунею. Тут знаходиться одне з найбільших озер та дамба країни.

## Райони
- Кампонг Рамбаі
- Кампонг Мерімбун
- Кампонг Куала Унгар
- Кампонг Бенутан
- Кампонг Батанг Пітон
- Кампонг Сенгкоwанг
- Кампонг Пелайау
- Кампонг Керанцінг
- Кампонг Белабан
- Кампонг Мапол
- Кампонг Супон Бесар
- Кампонг Супон Кеціл
- Кампонг Такаліт
- Кампонг Лаліпо
- Кампонг Бедаwан
- Кампонг Белабау

| Бруней | Це незавершена стаття з географії Брунею. Ви можете допомогти проєкту, виправивши або дописавши її. |